# Pirenaica
La Pirenaica est une race bovine originaire d'Espagne. La traduction de son nom en français est pyrénéenne. 

## Origine

### Génétique
Elle appartient au rameau blond, comme ses cousines au nord des Pyrénées, les béarnaise et blonde d'Aquitaine. 

### Géographique
Sa répartition couvre le sud du massif montagneux des Pyrénées, de l'Aragon à la Navarre. Autrefois, elle était présente jusqu'en Catalogne. Elle présente des aptitudes lui permettant d'utiliser les pâturages d'altitude en plein air intégral. 

### Historique
Un premier registre généalogique est ouvert en 1925 en province de Guipuscoa avant qu'il ne devienne national en 1988. Elle a beaucoup régressé face à l'introduction de races laitières (brune, holstein) et aux croisements avec des races bouchères. En 1970, un plan de sauvegarde est initié avec le repérage de dix-sept animaux de pure race, dans la province de Huesca. À partir de ce noyau, une population a été reconstituée. Les effectifs sont remontés à 16 000 individus en 1990. Depuis, la tendance reste à la hausse puisqu'entre 2008 et 2013 on recensait entre 38 000 et 40 000 bêtes.
La race a été officiellement reconnue au niveau français en 2018.

## Morphologie

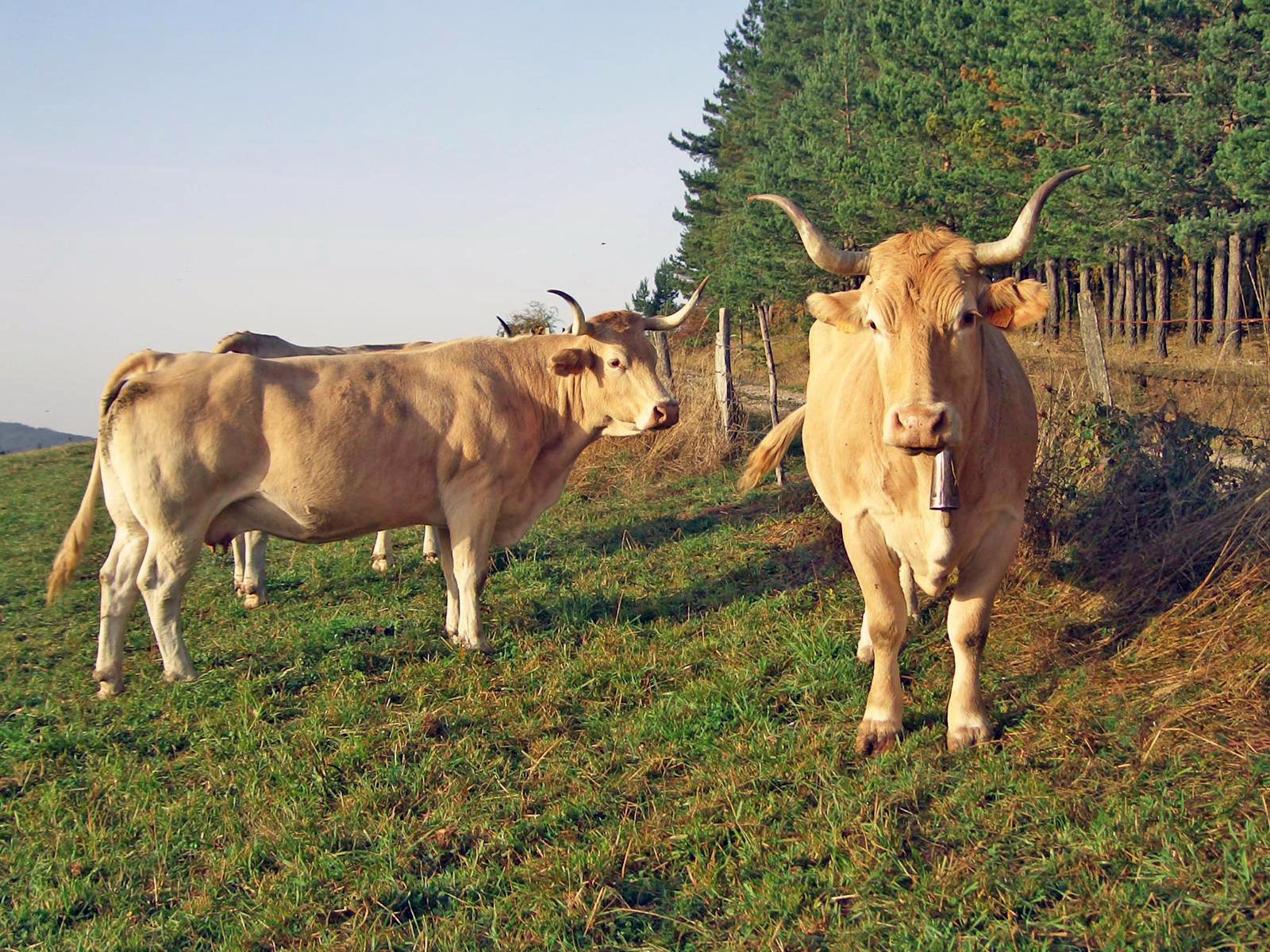
Vaches pirénaicas au pâturage.

Elle porte une robe blond-froment unie avec des nuances allant du blanc au roux. Les muqueuses sont rosées et l'entourage des orifices est plus pâle : mufle, yeux, vulve, testicules, intérieur des pattes. La tête est rectiligne ou parfois légèrement concave. Les orbites sont légèrement saillantes et le front est plat. La tête de forme triangulaire et courte porte de belles longues cornes de section circulaire en forme de lyre torsadée. Elles sont de couleur claire à pointes jaunâtres. 
Le cou est court, fort et rectiligne avec un fanon présent. Le dos est droit et porte des côtes arquées donnant un tronc cylindrique. L'implantation de la queue est haute et proéminente. La croupe un peu anguleuse porte des cuisses arrondies et bien descendues.
Les pattes sont fines et présentent de bons aplombs. Les onglons sont durs, signe de sa bonne aptitude à la marche et à la traction. C'est une race de grande taille 135 à 150 cm et musclée 550 à 950 kg.
La mamelle est bien proportionnée avec des trayons de longueur et intervalle réguliers.

## Qualités

### Élevage
C'est une ancienne race à triple rôle, de travail, laitière et bouchère, reconvertie dans la production de viande. La vache est une bonne mère qui vêle sans problème et élève un veau par an, que ce soit en pure race ou en métissage avec des races bouchères sélectionnées. La robustesse permet de supporter un climat contrasté et nécessite peu de soins. L'élevage en plein air et en altitude l'été permet de mettre en valeur des pâturages dont aucune autre race ne tire profit.

### Viande
Les carcasses sont bien vendues grâce à un haut rendement en viande de 63-64 %. La viande est ferme. Le gras blanc et peu abondant est noté 2 sur une échelle de qualité décroissante de 1 à 5.
La viande est de couleur rose intense, tendre à faible proportion de gras intramusculaire. À la cuisson, la perte d'eau est faible. Sur le plan nutritionnel, le gras est composé d'une forte proportion d'acides gras insaturés. Le rassissement optimal est de sept jours, donnant une viande savoureuse. L'emballage sous vide permet d'allonger la conservation d'une quinzaine de jours.

## Sélection
La sélection des vaches se fait en conservant les génisses issues des meilleures mères et présentant une conformation optimale jugée par les éleveurs et techniciens de l'association raciale. La sélection des taureaux se fait en centre d'insémination, en jugeant la conformation de l'animal et la transmission de ses caractères à sa descendance. Un catalogue de semence taurine est disponible à l'insémination artificielle pour les éleveurs.